# Heniocha dyops
Heniocha dyops (împăratul de marmură) este o molie din familia Saturniidae. Poate fi găsită în Angola, Kenya, Namibia, Africa de Sud și Tanzania. 
Larvele se hrănesc cu Acacia mearnsi, Acacia burkei, Acacia hereroensis, Acacia karroo, Acacia mellifera și Acacia nigrescens.